# 2009-es angol labdarúgó-ligakupa-döntő
A 2009-es angol labdarúgó-ligakupa-döntő, eredeti nevén Football League Cup az angol ligakupa 2008–2009-es, vagyis 49. szezonjának utolsó mérkőzése volt. A mérkőzést a Wembley Stadionban játszották 2009. március 1-jén, a két résztvevő a 2008-ban győztes Tottenham Hotspur és a Manchester United volt, utóbbi csapat 2006-ban nyerték meg utoljára a kupát. Az ez évi kiírás két legjobb gólszerzője is részt vett a mérkőzésen; a Tottenham Hotspur-ben Roman Pavljucsenko, aki minden mérkőzésén gólt szerzett a ligakupában a szezonban, a Manchester Unitedben pedig Carlos Tévez. Mindkét játékos hat gólt szerzett a 2008–2009-es ligakupában.
A mérkőzést végül a Manchester United nyerte 4–1-re büntetőkkel, miután a rendes játékidő és a hosszabbítás is gól nélküli döntetlen maradt. A Manchester mind a négy büntetőjét értékesítette, míg a Tottenham a három lövéséből kettőt elhibázott. Ez volt a második ligakupa-döntő, amikor büntetőkkel döntötték el a kupa sorsát.
A mérkőzés játékosa díjat a Manchester United kapusa, Ben Foster kapta, aki az első kapus lett Jerzy Dudek 2003-as sikere óta, aki megnyerte az Alan Hardaker-díjat.

## A mérkőzés
| 2009. március 1. 15:00 GMT | Manchester United | 0 – 0 (hu) | Tottenham Hotspur | Wembley Stadion, London Nézőszám: 88 217 Játékvezető: Chris Foy (Merseyside) |
| 2009. március 1. 15:00 GMT | Jegyzőkönyv       |            |                   | Wembley Stadion, London Nézőszám: 88 217 Játékvezető: Chris Foy (Merseyside) |

|                              |       | 11-esekkel             |  |
| Giggs Tévez Ronaldo Anderson | 4 – 1 | O'Hara Ćorluka Bentley |  |

| Manchester United | Tottenham Hotspur |

| MANCHESTER UNITED: |    |                     |      |     |
|                    |    |                     |      |     |
| GK                 | 12 | Ben Foster          |      |     |
| RB                 | 22 | John O'Shea         | 57'  | 76' |
| CB                 | 23 | Jonny Evans         |      |     |
| CB                 | 5  | Rio Ferdinand (csk) |      |     |
| LB                 | 3  | Patrice Evra        |      |     |
| RM                 | 7  | Cristiano Ronaldo   | 67'  |     |
| CM                 | 18 | Paul Scholes        | 108' |     |
| CM                 | 28 | Darron Gibson       |      | 91' |
| LM                 | 17 | Nani                |      |     |
| CF                 | 32 | Carlos Tévez        |      |     |
| CF                 | 19 | Danny Welbeck       |      | 56' |
| Cserék:            |    |                     |      |     |
| GK                 | 29 | Tomasz Kuszczak     |      |     |
| DF                 | 15 | Nemanja Vidić       |      | 76' |
| DF                 | 42 | Richard Eckersley   |      |     |
| MF                 | 8  | Anderson            |      | 56' |
| MF                 | 11 | Ryan Giggs          |      | 91' |
| MF                 | 13 | Pak Csiszong        |      |     |
| MF                 | 34 | Rodrigo Possebon    |      |     |
| Edző:              |    |                     |      |     |
| Sir Alex Ferguson  |    |                     |      |     |

| TOTTENHAM HOTSPUR: |    |                     |  |      |
|                    |    |                     |  |      |
| GK                 | 1  | Heurelho Gomes      |  |      |
| RB                 | 22 | Vedran Ćorluka      |  |      |
| CB                 | 20 | Michael Dawson      |  |      |
| CB                 | 26 | Ledley King (csk)   |  |      |
| LB                 | 32 | Benoît Assou-Ekotto |  |      |
| RM                 | 7  | Aaron Lennon        |  | 102' |
| CM                 | 8  | Jermaine Jenas      |  | 98'  |
| CM                 | 4  | Didier Zokora       |  |      |
| LM                 | 14 | Luka Modrić         |  |      |
| CF                 | 10 | Darren Bent         |  |      |
| CF                 | 9  | Roman Pavljucsenko  |  | 65'  |
| Cserék:            |    |                     |  |      |
| GK                 | 27 | Ben Alnwick         |  |      |
| DF                 | 3  | Gareth Bale         |  | 98'  |
| DF                 | 16 | Chris Gunter        |  |      |
| MF                 | 5  | David Bentley       |  | 102' |
| MF                 | 6  | Tom Huddlestone     |  |      |
| MF                 | 19 | Ádel Táarábt        |  |      |
| MF                 | 24 | Jamie O'Hara        |  | 65'  |
| Edző:              |    |                     |  |      |
| Harry Redknapp     |    |                     |  |      |

| JÁTÉKVEZETŐK - Játékvezető-asszisztensek: - Peter Kirkup (Northamptonshire) - Andy Butler (Lancashire) - Negyedik játékvezető: Andre Marriner (West Midlands) - Tartalék játékvezető-asszisztens: Robert Pollock (Merseyside) MÉRKŐZÉS JÁTÉKOSA - Ben Foster (Manchester United) | SZABÁLYOK - 90 perces játékidő. - 30 perc hosszabbítás, ha szükséges. - Büntetőpárbaj, ha az állás döntetlen. - Hét nevezett cserejátékos. - Legfeljebb három cserelehetőség. |

## Út a Wembley-be

### Manchester United
| 3. kör              | Manchester United                                | 3–1 | Middlesbrough       |
| 4. kör              | Manchester United                                | 1–0 | Queens Park Rangers |
| 5. kör              | Manchester United                                | 5–3 | Blackburn Rovers    |
| Elődöntő (1. mérk.) | Derby County                                     | 1–0 | Manchester United   |
| Elődöntő (2. mérk.) | Manchester United                                | 4–2 | Derby County        |
| Elődöntő (2. mérk.) | (a Manchester United nyert 4–3-as összesítéssel) |     |                     |

### Tottenham Hotspur
| 3. kör              | Newcastle United                         | 1–2 | Tottenham Hotspur |
| 4. kör              | Tottenham Hotspur                        | 4–2 | Liverpool         |
| 5. kör              | Watford                                  | 1–2 | Tottenham Hotspur |
| Elődöntő (1. mérk.) | Tottenham Hotspur                        | 4–1 | Burnley           |
| Elődöntő (2. mérk.) | Burnley                                  | 3–2 | Tottenham Hotspur |
| Elődöntő (2. mérk.) | (a Tottenham nyert 6–4-es összesítéssel) |     |                   |